# Цинсянь
Цинся́нь (кит. упр. 青县, пиньинь Qīng xiàn) — уезд городского округа Цанчжоу провинции Хэбэй (КНР).

## История
При империи Поздняя Чжоу в 959 году был создан уезд Юнъань (永安县). При империи Сун в 1108 году уезд был поднят в статусе до области. Так как в том году произошло редкое событие — воды Хуанхэ стали чистыми (в императорском указе о создании области сказано, что такое случилось в третий раз за полтораста лет) — то область получила название Цинчжоу (清州; иероглиф «Цин» означает «чистый»). При империи Мин в 1375 году область была понижена в статусе до уезда, при этом иероглиф 清 в названии был заменён на омонимичный ему иероглиф 青.
В 1949 году был образован Специальный район Цансянь (沧县专区), и уезд вошёл в его состав. В июне 1958 года Тяньцзинь был понижен в статусе, став городом провинциального подчинения, и Специальный район Цансянь был присоединён к Специальному району Тяньцзинь (天津专区), при этом уезд Цинсянь был присоединён к уезду Цзинхай (静海县). В начале 1959 года Специальный район Тяньцзинь был расформирован, а вся его территория вошла в состав города Тяньцзинь.
В июне 1961 года был восстановлен Специальный район Цанчжоу (沧州专区) — бывший Специальный район Цансянь, и восстановленный уезд Цинсянь вошёл в его состав. В декабре 1967 года Специальный район Цанчжоу был переименован в Округ Цанчжоу (沧州地区). В 1993 году Округ Цанчжоу и город Цанчжоу были расформированы, а на их территориях был образован Городской округ Цанчжоу.

## Население
По состоянию на 2021 год в уезде проживало 44 тыс. человек. 

## Административное деление
Уезд Цинсянь делится на 6 посёлков и 4 волости.

## Экономика
Уезд славится плетением шляп и других изделий из пшеничной соломы. По состоянию на 2022 год более 10 тыс. местных жителей работали в данной отрасли. Годовой объём производства соломенных шляп составлял 2 млн. штук, а валютная выручка от экспорта — 4,6 млн. долларов США. Местная продукция экспортируется в Японию, Южную Корею, Малайзию и другие страны.
Другой важной отраслью экономики уезда является производство различных косметических принадлежностей, таких как кисти для макияжа, пуховки для пудры, полотенца для умывания и накладные ресницы. По состоянию на 2022 год более 16 тыс. местных жителей работали в данном секторе. В уезде зарегистрировано 253 предприятия по производству косметической продукции, объем производства которых в 2021 году составил 3 млрд юаней (420 млн долл.), а экспортная стоимость — 36 млн долларов. В уезде зарегистрировано около 500 торговых марок кистей для макияжа, которые занимают более 50 % внутреннего рынка. Кроме того, продукция из Цинсяна экспортируется в Австралию, Канаду, Соединенные Штаты, Великобританию, ОАЭ, Сингапур и Южную Корею, в том числе для брендов Dior и Chanel.